# All-Star Superman
All-Star Superman è una miniserie a fumetti statunitense di dodici numeri dedicata all'omonimo personaggio, scritta da Grant Morrison, disegnata da Frank Quitely, colorata digitalmente da Jamie Grant e pubblicata dalla DC Comics tra il novembre 2005 e l'ottobre 2008; in Italia è stata edita da Planeta DeAgostini dal 2009.
La trama verte sull'ultimo anno di vita di Superman, colpito da una massiccia dose di radiazioni solari, dopo aver compiuto un salvataggio sul Sole, che hanno "sovraccaricato" le cellule del suo corpo, innescando un processo degenerativo che condurrà Superman alla morte in un arco di tempo di dodici mesi. La notizia del suo imminente trapasso lo porta a sciogliere tutte le questioni irrisolte e lasciate in sospeso nella sua vita: dall'eterno problema di Kandor, ultima città del suo pianeta ridotta a vivere in forma miniaturizzata, al suo rapporto con Lois Lane, fino al confronto con il suo acerrimo nemico, Lex Luthor.
Elogiata dal pubblico e dalla critica, in particolare da autori come Mark Waid, la serie ottenne diversi riconoscimenti, tra cui tre Eisner Award, tre Eagle Award e due Harvey Awards ed è la seconda collana ad essere lanciata sotto l'etichetta All Star DC Comics, dopo All Star Batman e Robin nel settembre 2005. Questa linea è la risposta all'etichetta Ultimate della Marvel Comics in cui gli autori possono rinarrare le storie dei personaggi al di fuori della continuity vigente sulle altre pubblicazioni con gli stessi protagonisti. Secondo gli editori l'intento della serie era quello di «Riportare l'Uomo d'Acciaio ai suoi elementi essenziali e senza tempo».

## Trama
(All Star Superman 1, Più veloce)
Dopo aver salvato il dottor Leo Quintum e il suo team del P.R.O.J.E.C.T. da una fallita missione d'esplorazione sul sole, in realtà sabotata da Lex Luthor, Superman scopre di aver acquisito un nuovo potere: l'abilità di proiettare la sua aura bioelettrica. Luthor aveva orchestrato l'intera operazione per fare in modo che le cellule del corpo di Superman venissero esposte ad una massiccia dose di radiazioni solari. Quintum, infatti, scopre che l'eccessiva esposizione alle radiazioni ha "sovraccaricato" le cellule, innescando un processo degenerativo che condurrà Superman alla morte nell'arco di tempo di dodici mesi. Lex Luthor viene arrestato grazie ad un articolo scritto da Clark Kent, mentre Superman decide di tenere segreta la notizia della sua morte.
Ciononostante, rivela la sua identità segreta a Lois Lane per poter spendere il tempo rimasto con lei. Lois rifiuta di credere che Clark e Superman siano la stessa persona e sospetta che quest'ultimo le stia facendo uno scherzo in occasione del suo compleanno. Come regalo, invece, Superman la porta alla fortezza della solitudine. Ma gli strani comportamenti di Superman e una sostanza chimica presente nell'aria fanno diventare Lois sospettosa a livelli paranoici. Impaurita, attacca Superman con un laser alla kryptonite, senza però provocargli alcun danno. Il supereroe scopre che tra i suoi nuovi poteri c'è quello di essere immune alla kryptonite verde. Dopo averla calmata, le spiega il motivo dei suoi atteggiamenti, stava perfezionando il suo vero regalo di compleanno: una dose dei suoi superpoteri per ventiquattrore. Lois, ora diventata Superwoman, viene corteggiata da Atlas e Sansone. Quest'ultimo rivela di aver rubato dei preziosi gioielli all'Ultra-Sfinge, che rapisce Lois e pretende la risposta alla domanda senza risposta, altrimenti ucciderà la donna: «Cosa succede quando la forza inarrestabile incontra l'oggetto inamovibile?». Lois è salva grazie alla risposta di Superman, «Si arrendono». Superman sconfigge poi Sansone e Atlas in un doppio incontro di braccio di ferro per ottenere la compagnia di Lois.
Superman viene esposto alla kryptonite nera, diventando scontroso e spregevole. Viene salvato grazie all'aiuto di Jimmy Olsen, trasformatosi in Doomsday grazie alle risorse del dottor Quintum e grazie al fatto che l'effetto del minerale si affievolisce ogni qualvolta Superman commette un atto malvagio. Nel frattempo, Lex Luthor viene processato per crimini contro l'umanità e condannato a morte. Clark Kent si è recato a Stryker's Island per intervistare Luthor per il Daily Planet ma la loro conversazione viene interrotta da Parasite, un prigioniero del carcere che in prossimità di ogni fonte di energia, in questo caso Superman, cresce a dismisura, mandando nel caos il complesso penitenziario. Clark riesce a fermarlo riuscendo a mantenere nascosta la sua identità. Luthor salva poi il giornalista facendolo scappare da un tunnel sotterraneo, affermando di non aver nessun desiderio di scappare, nonostante sia in grado di farlo, perché ha ormai realizzato il suo sogno, quello di uccidere Superman.
Nel passato, Clark, nei panni di un giovane Superman si scontra con un mostro chiamato Chronovore. Tre misteriosi individui giungono in suo aiuto: Kal Kent, il Superman dall'anno 853500, il Superman sconosciuto dall'anno 4500 e Klyzyzk Klzntplkz, il Superman della quinta dimensione. Mentre il mostro viene combattuto, il Superman Sconosciuto parla con il padre adottivo di Clark, Jonathan Kent, detto Pa Kent, dicendogli che suo figlio starà bene e che egli ha fatto un buon lavoro come padre. Superman viene avvisato di una minaccia incombente ma questi non presta attenzione all'avvertimento e continua a combattere il mostro. Nel frattempo, Pa Kent viene colto da un attacco cardiaco e muore. Era questo il monito che Superman aveva ignorato. Straziato dal dolore, il giovane Clark viene consolato dal Superman sconosciuto, che si rivela essere il Superman del presente. Il ragazzo avrà quindi l'opportunità di parlare al padre per l'ultima volta solo in futuro.
Sui cieli della Terra è apparsa una gigante forma di vita, Htrae, ossia il pianeta natale di Bizarro. Nel tentativo di allontanare la minaccia dal pianeta, Superman resta intrappolato nell'Htrae, a causa delle fluttuazioni gravitazionali che lo circondano. Lì, incontra Zibarro, una copia imperfetta dei Bizarro dotata di intelligenza ed empatia, che lo aiuta a tornare a casa costruendo un razzo sperimentale. Lois, credendo l'eroe disperso per sempre, accetta che Clark sia davvero Superman. Due mesi dopo, Superman ritorna sulla Terra e fa la conoscenza di Bar-El e Lilo, due astronauti kryptoniani sopravvissuti alla morte del loro pianeta e parenti di Kal-El. Tuttavia, la coppia ha obbiettivi molto meno altruistici dell'eroe: conquistare la Terra. Bar-El e Lilo scoprono però che, nel tragitto per il pianeta, sono passati attraverso una nube radioattiva di kryptonite che li sta lentamente indebolendo. Nonostante l'iniziale rifiuto di Bar-El, Superman offre loro di trasferire le loro menti nella zona fantasma fino a quando non sarà in grado di trovare una cura.
Mentre il giorno della sua morte si avvicina, Superman porta a termine diverse imprese: un tour mondiale per bambini malati terminali di cancro, la creazione di un pianeta in grado di vivere senza Superman, denominato Terra Q (e rivelatosi in seguito il nostro pianeta), la ricollocazione di Kandor su Marte con l'aiuto di Leo Quintum e l'ideazione di un metodo per mescolare il DNA umano con quello kryptoniano. Intanto, Luthor, grazie alla scoperta di una formula simile a quella che ha donato a Lois i poteri di Superman per un giorno intero, sta mettendo a ferro e fuoco Metropolis, con l'aiuto di Solaris, una stella computer che sta corrompendo il sole facendolo diventare blu. Messo alle strette e in fin di vita, Superman sviene e si risveglia su Krypton, dove incontra Jor-El, che gli rivela di essere morto e di essere nel pieno di un processo che lo condurrà a diventare un flusso di radio-coscienza solare. Gli offre un'ultima scelta: rimanere tra i morti o tornare in vita il tempo necessario per sconfiggere Luthor. Superman si risveglia tra le macerie della città e mette fuori gioco Luthor, non prima di avergli mostrato la sua visione del pianeta Terra. Si rivolge poi a Lois, dichiarando il suo eterno amore per lei e, diventato radio-coscienza solare, vola nel sole, rigenerandolo.
Un anno dopo, Lois ammira il monumento dedicato al suo amato, sorridendo. Sa che Superman tornerà una volta che avrà finito di creare un cuore artificiale per il sole. Kal-El, ormai un essere solare, vive all'interno del sole, azionandolo come un macchinario. Leo Quintum, nel frattempo, rassicura la sua assistente dicendo che, se dovesse mai succedere qualcosa, saranno pronti e le mostra una porta con il logo di Superman, con la S rimpiazzata dal numero 2.

## Personaggi
- Clark Kent / Superman, in questa avventura il personaggio è costretto a confrontarsi con la sua mortalità e decide di sciogliere tutte le questioni irrisolte nella sua vita. Morrison caratterizzò l'eroe in maniera differente dalla sua normale rappresentazione sulla omonima testata principale, rendendolo più consapevole della sua potenza e, di conseguenza, più calmo e riflessivo. Scrivendo per il personaggio di Superman, Morrison distinse i diversi aspetti della sua personalità, arrivando a dire che «Superman è un atto. Clark Kent a Metropolis è anch'egli un atto. In realtà, ci sono due Kent - uno è la timida e balbettante maschera per Superman. L'altro è il forte, sicuro di sé e buono di cuore Clark Kent cresciuto dai genitori adottivi in Kansas che sa come si guida un trattore. Penso che quest'ultimo sia il più vero di tutti.»[19] Alcune critiche negative sulla scrittura del personaggio provennero dal sito PopMatters.com, in cui si afferma che l'eroe, pur essendo la tradizione figura onorabile, sembra irrealisticamente senza emozioni mentre riceve la notizia della sua morte.[3]
- Lois Lane, supporto e interesse amoroso dell'eroe. In All Star Superman Lois non conosce la vera identità di Clark e la situazione tra i due è quella tipicamente rappresentata negli adattamenti cinematografici o nella Silver Age. L'autore scozzese volle però aggiungere a questo classico schema narrativo un gusto moderno, mettendo Lois in condizione di sospettare che Superman la stia in qualche modo ingannando e, una volta che quest'ultimo le rivela la verità, di non credergli, rifiutandosi di accettare la realtà. Secondo Morrison, la loro storia d'amore rappresentò: «Un brillante paradosso, l'uomo perfetto che non mente mai è costretto a mentire alla donna che ama per proteggerla.».[20][21]
- Leo Quintum, lo studioso al capo del P.R.O.J.E.C.T. che affianca Superman nel suo ultimo anno di vita, rappresentando lo spirito dello scienziato buono, razionale, illuminato, progressivo e utopico. Egli costituisce il tentativo di creare una versione aggiornata del personaggio di scienziato amichevole e positivo. Alcuni commentatori tracciarono dei paralleli tra Quintum e il personaggio di Willy Wonka per i suoi atteggiamenti e per gli abiti sgargianti, tuttavia Morrison ammise di essersi ispirato al protagonista de L'uomo che cadde sulla Terra.[21] Inizialmente il ruolo di Quintum era ricoperto dall'avatar di Raggio di Luce, dei Nuovi Dei, ma l'idea venne scartata in quanto ritenuta «eccessiva» e si preferì creare un personaggio ex novo, puntando alla semplicità.[21] Lo sceneggiatore affermò che molti lettori si erano aspettati di veder diventare Quintum l'antagonista alla fine della storia: «Questo mostra come siamo diventati una società miserabile, sospettosa che si aspetta sempre il peggio dal prossimo, piuttosto che speranze per il meglio. O magari è solo quello che ci aspettiamo dalle storie».[21]
- Lex Luthor, il supercriminale senza scrupoli, nemico giurato di Superman, che nella serie ha escogitato il piano definitivo per sconfiggere il rivale, sovraccaricando le sue cellule con l'energia solare. Luthor viene presentato come un astuto calcolatore sociopatico, tanto che «Il suo odio per Superman emerge palpabile in ogni pagina».[3] Secondo l'autore, Luthor lotta continuamente contro il suo senso di fallimento e inadeguatezza, contro sé stesso, nel tentativo di superarsi e nessun elogio, nessun successo, nessuno obbiettivo raggiunto è mai abbastanza, il suo bisogno di riconoscimenti e validazioni è superumano tanto quanto Superman, il quale, al contrario, non ha bisogno di nessun ringraziamento, «Fa quello che fa perché è fatto così».[20]
- Zibarro, la copia imperfetta di Bizarro che aiuterà Superman a fare ritorno sulla Terra, dopo che quest'ultimo era stato attratto dalla forza di gravità del pianeta di Bizarro. L'idea di Zibarro, cioè la versione difettosa di un essere già di per sé imperfetto, venne a Morrison nel tentativo di collezionare quante più figure possibili le cui vite cambiano radicalmente dopo l'incontro con Superman (lo stesso Luthor verrà compreso in questo gruppo alla fine della serie).[21] Lo scrittore identificò Zibarro come «il teenager sensibile dentro ognuno di noi. Umorale, terribilmente a disagio e consapevole di sé. È il centro del suo piccolo e disorganizzato universo» e lo caratterizzò come un poeta per accentuare questa differenziazione di carattere, modo di parlare e pensare dal resto degli individui della sua specie, in quanto il normale linguaggio Bizarro è malamente articolato e gutturale.[21]
- Jimmy Olsen, fotografo e collaboratore del Daily Planet, nella serie cura una rubrica in cui si cala nei panni di una persona, di un modo di vita o di un lavoro per un intero giorno. Durante la visita al laboratorio di Quintum, affidato alle cure di Olsen per ventiquattro ore, viene scoperta la kryptonite nera, che ha l'effetto di far diventare malvagio Superman, e Jimmy si vede costretto a trasformarsi in Doomsday per fermare l'eroe. La versione di Morrison del personaggio si basa sulla caratterizzazione preferita dell'autore, quella risalente alla Silver Age.[20] Olsen venne immaginato come qualcuno con cui Superman avesse piacere di parlare e questo lo rese più complesso, «innocente ma scafato. Entusiasta ma non stupido».[20] Il rimaneggiamento passò anche a livello grafico: Morrison citò, tra gli stili che lo influenzarono nella creazione dell'abbigliamento, Abercrombie & Fitch e Tintin.[20]

Il cast di supporto, formato da Perry White, Steve Lombard, Cat Grant ed altri antagonisti dell'eroe, venne introdotto per creare un senso di familiarità con il lettore che non conosce l'intero retroterra del fumetto.

## Realizzazione
(Grant Morrison)
All Star Superman nacque dalle ceneri di Superman Now, un progetto che aveva la scopo di riadattare Superman per le moderne generazioni senza cancellare lo status quo del personaggio, incluso il matrimonio con Lois Lane. Nel 1999, all'apice di un decennio in cui l'intera industria del fumetto aveva subito diversi contraccolpi a causa dello scarso interesse del pubblico, la DC vedeva le principali testate raccogliere tiepidi consensi sia di pubblico sia di critica. La spinta dell'evento La morte di Superman e della gestione di Dan Jurgens si stava ormai esaurendo e i vertici della DC idearono un rilancio del personaggio che fosse in grado di rivitalizzarlo e presentarlo a nuovi lettori.

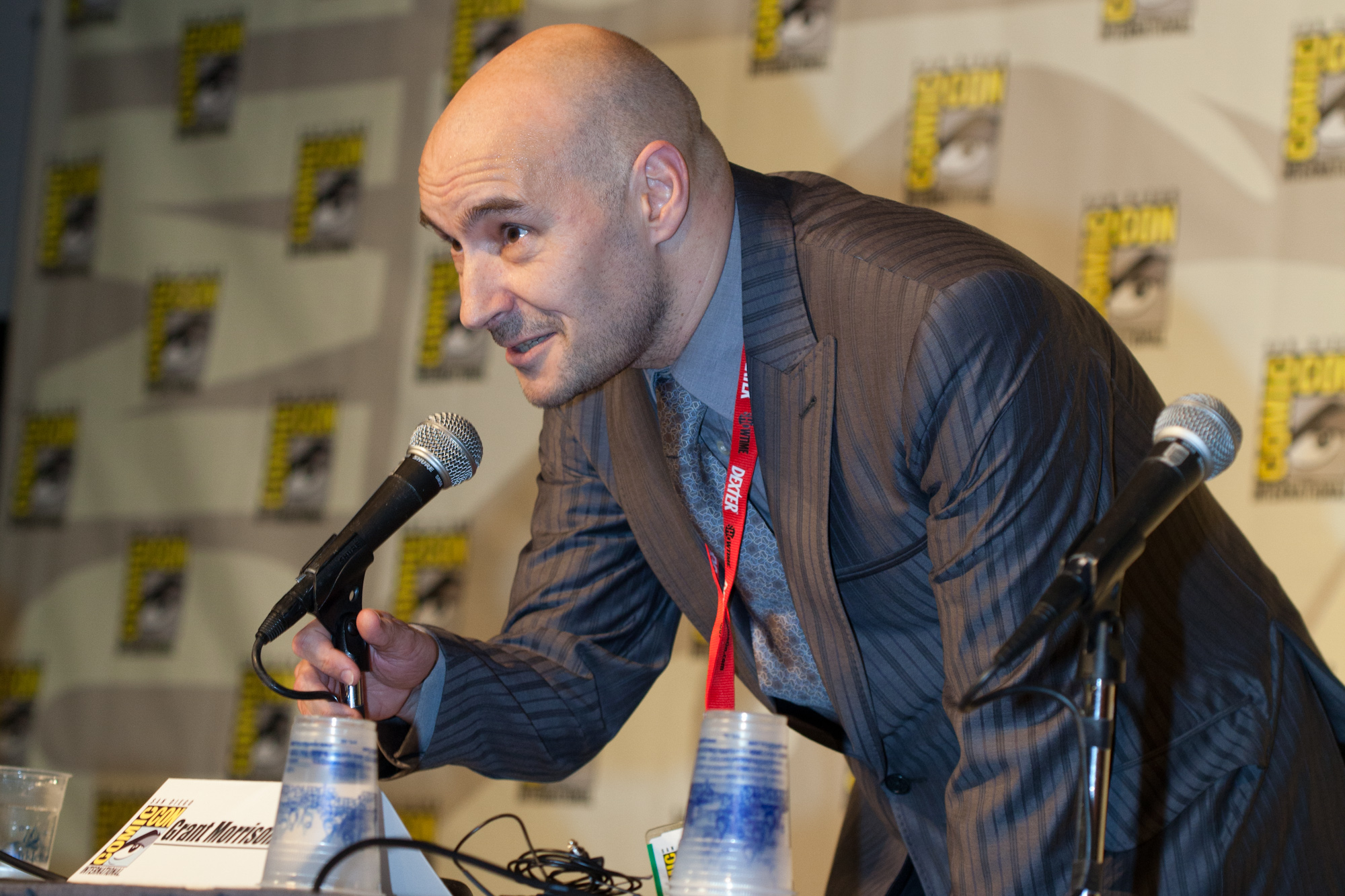
Gran Morrison alla San Diego Comic-Con 2010.

Le idee contenute in quella proposta, preparata da Grant Morrison insieme a Mark Millar, Tom Peyer e Mark Waid, prendevano le mosse da One Million, saga scritta dallo stesso Morrison, da cui All Star riprende diversi elementi (i Superman del futuro, il personaggio di Solaris) - come, allo stesso modo, altri aspetti del progetto sarebbero stati riproposti in Superman: Red Son e Superman: Rinasciata, scritti rispettivamente da Millar e Waid. La storia vedeva Brainiac, in combutta con Lex Luthor, intento a scoprire l'identità segreta di Superman e rivelarla al mondo, per poi convertire le proteine del cervello di Lois Lane, nelle quali era registrata la conoscenza di Superman, in un veleno che l'avrebbe uccisa. Per salvarla, Superman avrebbe accettato di cancellare il ricordo di sé stesso dalle menti di tutto il pianeta. La trama sarebbe poi stata ripresa dalla casa editrice storicamente rivale della DC, la Marvel Comics, nell'evento Soltanto un altro giorno.
L'intento di Superman Now non era quello di resettare tutte le precedenti nozioni sul personaggio, come aveva fatto John Byrne con il suo Man of Steel, quanto piuttosto sintetizzare le diverse interpretazioni succedutesi nel corso degli anni in un'unica versione, che incarnasse tutti gli aspetti dell'Uomo d'acciaio e che, allo stesso tempo, li superasse in quello che avrebbe dovuto essere il «Superman del XXI secolo». Tuttavia, Man of Steel venne presa come riferimento dall'autore in quanto molte delle decisioni prese da Byrne nell'aggiornare il personaggio vennero ritenute ideali per la concezione che Morrison aveva della serie. Questa influenza costituì soltanto uno dei tanti riferimenti dello sceneggiatore alle diverse epoche di Superman. Nella serie compaiono infatti citazioni dalla Golden e Silver Age, come l'ente P.R.O.J.E.C.T. e Nasthalthia, la nipote di Lex Luthor, così come omaggi agli anni più recenti (Doomsday, Kal Kent, Solaris, l'universo di Qwewq). L'approccio al personaggio derivava anche da un fortuito incontro con un fan vestito da Superman alla San Diego Comic-Con nel 1999. Morrison, accompagnato dal caporedattore Dan Raspler, fu ispirato dall'atteggiamento dell'uomo, completamente rilassato, sicuro di sé, come se niente potesse ferirlo, in completa opposizione alla posa ipertesa e aggressiva di Superman. Lo scrittore parlò a lungo con il fan e rimase affascinato dal mondo in cui questi gli rispondeva restando sempre nel personaggio, tanto da definire l'incontro sciamanico. La copertina del primo numero della serie, ritraente Superman seduto tra le nuvole di Metropolis con sguardo rilassato, è un omaggio all'episodio che generò la visione del progetto da parte di Morrison.

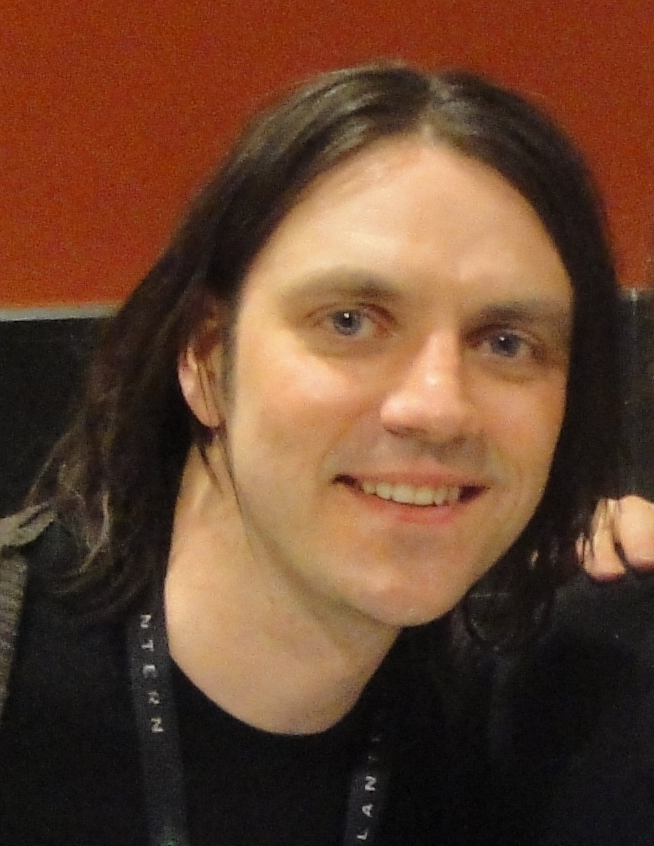
Frank Quitely, alla Boston Comic-Con 2011.

Superman Now venne in seguito bocciato per cause sconosciute (secondi alcuni fu la trama troppo controversa e le liti che attorno ad essa si generarono tra gli editori a bloccare il progetto) e Morrison firmò un contratto in esclusiva con la Marvel Comics. Nel 2002, mentre stava lavorando alla serie New X-Men, Morrison ricevette la chiamata di Dan DiDio, vicepresidente della DC, che lo invitava a lavorare su un progetto dedicato a Superman, affiancato da Jim Lee, che all'epoca desiderava disegnare un ciclo di storie per il personaggio, come complemento al suo lavoro sulla saga Batman: Hush. Lo scrittore, tuttavia, era contrattualmente obbligato a terminare New X-Men per la Marvel e il progetto venne posticipato al 2004, anno in cui Morrison fu libero di abbandonare la serie. Lee, nel frattempo, aveva scelto di disegnare l'arco For Tomorrow di Brian Azzarello e il posto vacante di disegnatore venne preso da Frank Quitely, collaboratore fidato di Morrison, con il quale aveva lavorato su Flex Mentallo, We3 e New X-Men.
Bob Shreck, curatore di diverse testate DC, concepì l'idea della linea All Star, un'etichetta fuori continuity che permettesse agli scrittori di spaziare all'interno dei personaggi senza paletti di sorta. Ricevuto il via libera dalla casa editrice, Morrison iniziò a lavorare sui dettagli della storia. Il suo intento fu quello di rendere la lettura della serie più universale possibile. Egli dichiarò di non essere interessato a raccontare una versione alternativa delle origini di Superman o di altre storie classiche nel tentativo di rinnovare il personaggio, quanto piuttosto rivitalizzarlo e rinvigorirlo con delle storie che centrassero l'essenza di Superman e che fossero quindi delle «Storie senza tempo» aderenti alla psicologia e alle caratteristiche fondamentali del supereroe. Il fatto che la serie si svolgesse al di fuori della continuity del personaggio rese il progetto ancora più interessante agli occhi di Morrison, che non si vedeva costretto da nessun vincolo narrativo. Egli affermò che, tutto sommato, fu un bene che la serie non si fosse concretizzata all'epoca della sua originale ideazione perché non era uno scrittore abbastanza maturo e non le avrebbe reso giustizia.
Mentre la serie si stava avviando verso la conclusione, in un cambio di rotta che la fece diventare, da serie aperta a interpretazioni fuori continuity di svariati autori, mini-serie autoconclusiva e chiusa in sé, Grant Morrison ideò degli speciali one shot, ognuno dedicato ad un aspetto della Golden Age di Superman, dai team World's Finest Comics, composto da Superman Secundus, il "figlio" lasciato in eredità a Leo Quintum, e dal figlio di Batman (una citazione dal ciclo di storie degli anni settanta dedicato alla prole dei due supereroi), all'arrivo di Kal a Metropolis, fino al Superman del DCCCLIII secolo. Questi speciali fuori serie non videro mai la luce, in quanto l'autore preferì mantenere l'unità dell'opera senza ulteriori strascichi o seguiti.

## Tematiche

### Superman come divinità
(Grant Morrison)
Riprendendo le tematiche proposte in One Million, Morrison propone un Superman simile a un dio, consapevole di ciò e compassionevole verso il genere umano. Proprio come il fan incontrato nel 1999, il Superman di Morrison mostra una forte fiducia in sé stesso e non ha bisogno di dare dimostrazione della sua forza, distaccandosi dalle precedenti interpretazioni del mito che vedevano in Clark la parte preponderante dell'eroe e in Superman la maschera (come il Superman di Man of Steel). Nonostante la sconfinata forza fisica di Kal-El, l'autore scozzese riuscì a mantenere l'immagine divina ancorata ai valori umani, non distanziando il personaggio dai i lettori, ma creando con loro un rapporto di empatia. Tra i modelli ispiratori, Morrison citò le immagini propagandistiche del Costruttivismo, la mitologia di William Blake, quella cristiana, la svastica buddista e Leonardo da Vinci, tanto che l'ultima tavola ritraente Superman al lavoro nel sole, che condensa tutti questi aspetti, venne definita dall'autore «La versione pop dell'uomo vitruviano». L'autore fuse inoltre nella storia echi alle teorie dell'Illuminismo e dell'Umanesimo con l'idea del supereroe lavoratore, dell'eterna, amorevole e instancabile divinità.
Morrison inserì anche giudizi sulla condizione umana, esprimendosi a favore di una chiara ammissione della propria natura: «Possiamo continuare a raccontare a noi stessi e ai nostri figli che la specie a cui apparteniamo è un cancro virale adatto solo all'estinzione e vedere dove ci porta. Oppure possiamo arrenderci all'evidenza scientifica di essere tutti fisicamente connessi ad un singolo organismo gigante e immaginare modi migliori di vivere e crescere».
Collegato al ruolo di divinità c'è, inoltre, l'uso della forza. Se nell'unica altra opera che vede Superman come un dio, Il ritorno del Cavaliere Oscuro, la supremazia sta nella forza fisica inarrestabile, in All Star Superman il concetto si sviluppa a livello spirituale. L'eroe, infatti, combatte raramente (nemmeno per intraprendere le dodici fatiche ricorre all'uso della forza) e quando lo fa non è mai fine a sé stesso, ma prende delle pieghe interpretative diverse, come quella comica del braccio di ferro con Sansone e Atlas o quella più critica, nell'episodio dedicato all'adolescenza di Clark.

### Morte e ruolo del tempo
(Leo Quintum)
Al concetto di essere immortale e divino, Morrison lega il tema della morte e dell'eredità del supereroe. Rispetto alle precedenti storie sul decesso del personaggio, All Star Superman inizia con la notizia della morte imminente dell'eroe, che ha dunque il tempo di riflettere e prendere delle decisioni in merito.
(Grant Morrison)
La mortalità ebbe un aspetto fondamentale nella costruzione della trama in quanto, oltre ad umanizzare il protagonista, lo porta a sciogliere tutte le questioni irrisolte e lasciate in sospeso nella sua vita: dalle dodici fatiche a Kandor, dal suo rapporto con Lois Lane fino ai salvataggi quotidiani di aspiranti suicidi e visite ai bambini in ospedale. La morte, infatti, lo porta ad essere all'altezza dei suoi ideali. Importante nell'ideazione di questo aspetto fu l'opera Oratio de hominis dignitate (Discorso sulla dignità dell'uomo) di Giovanni Pico della Mirandola, che costituisce il manifesto dell'Umanesimo e afferma che l'uomo ha la distintiva abilità - quasi una responsabilità - di vivere secondo i propri ideali e le aspettative da essi create. Se per un cane è inusuale aspirare ad essere un uccello, l'uomo può creare una macchina che gli permetta il volo, ha cioè il dono di tendere all'imitazione e alla modificazione di sé. Come ebbe modo di dire Morrison: «È la terribile simmetria, l'immagine del genio e del nostro bisogno di creare, come forma di imitazione divina».
Aspetti simbolici nella morte sono disseminati in tutta l'opera: la tavola finale del quinto numero, in cui Clark è traghettato fuori dalla prigione dalla nipote di Lex, attraverso dei sotterranei sulfurei, dando vita ad un'immagine dantesca, il funerale di Pa Kent, l'haiku di Luthor nell'ultimo albo e l'intero decimo numero, Senza fine, che più rappresenta la tematica della morte, insieme ad una riflessione sul tempo e sul concetto di infinito. Definito dallo stesso Morrison «Una delle migliori cose io abbia scritto, se non la migliore», l'albo descrive la giornata tipica di Superman, fatta di azioni più o meno eclatanti. Egli arriva addirittura a creare una terra senza Superman per vedere se i suoi abitanti siano in grado di cavarsela anche senza di lui.
Il pianeta costruito da Superman si rivelerà poi essere il nostro e l'albo mostra l'evoluzione dell'uomo proteso a raggiungere il Super-uomo, dagli aborigeni a Nietzsche, fino all'ultima vignetta, ritraente Joe Shuster intento a disegnare proprio Kal-El, dando vita ad un ciclo senza fine (il titolo dell'albo è appunto Neverending, Senza fine) in cui Superman crea l'uomo, che crea Superman, sottolineando la potenza del personaggio, che arriva a superare la morte non solo attraverso l'ascesa al sole, ma anche perpetrando la sua memoria attraverso l'uomo, il suo erede. Il ruolo del tempo è evidente anche nel sesto numero, in cui un giovane Superman si perde gli ultimi istanti di vita del padre perché impegnato a combattere con il Chronovore, il divoratore di tempo. Riuscirà a parlargli soltanto anni dopo, una volta diventato il capitano dello squadrone dei Superman del futuro, giunto in aiuto del Clark ragazzo per combattere il mostro.
Morrison parlò anche del finale ritenendolo «hollywoodiano» nella misura in cui lascia aperte le porte per un eventuale seguito, ma aggiungendo che, in realtà, rinforza il tema dell'eternità e riprende, chiudendo un ciclo continuo, la prima pagina dell'opera in cui è esposta la "formula" delle origini dell'eroe.

### Le dodici fatiche
Una delle sotto-trame di All Star Superman vede Superman compiere una serie di imprese prima di morire, create per collegarsi al mito delle dodici fatiche di Eracle. Sansone, nel secondo numero, ne indica soltanto quattro. Nel resto della storia non vi sono più apparenti riferimenti a queste sfide. L'espediente venne usato dall'autore per non rendere ogni numero della collana come un livello di un videogioco e per non focalizzare l'attenzione del lettore su un aspetto marginale dell'opera. Per questo motivo, Morrison non ricalcò fedelmente le dodici fatiche di Eracle, ma piuttosto le differenziò per rappresentare il viaggio archetipo dell'eroe. Egli intendeva mostrare come fosse soltanto la rilettura degli eventi attraverso la patina del passato a conferire loro narrativa, struttura, significato e rilevanza:
(Grant Morrison)

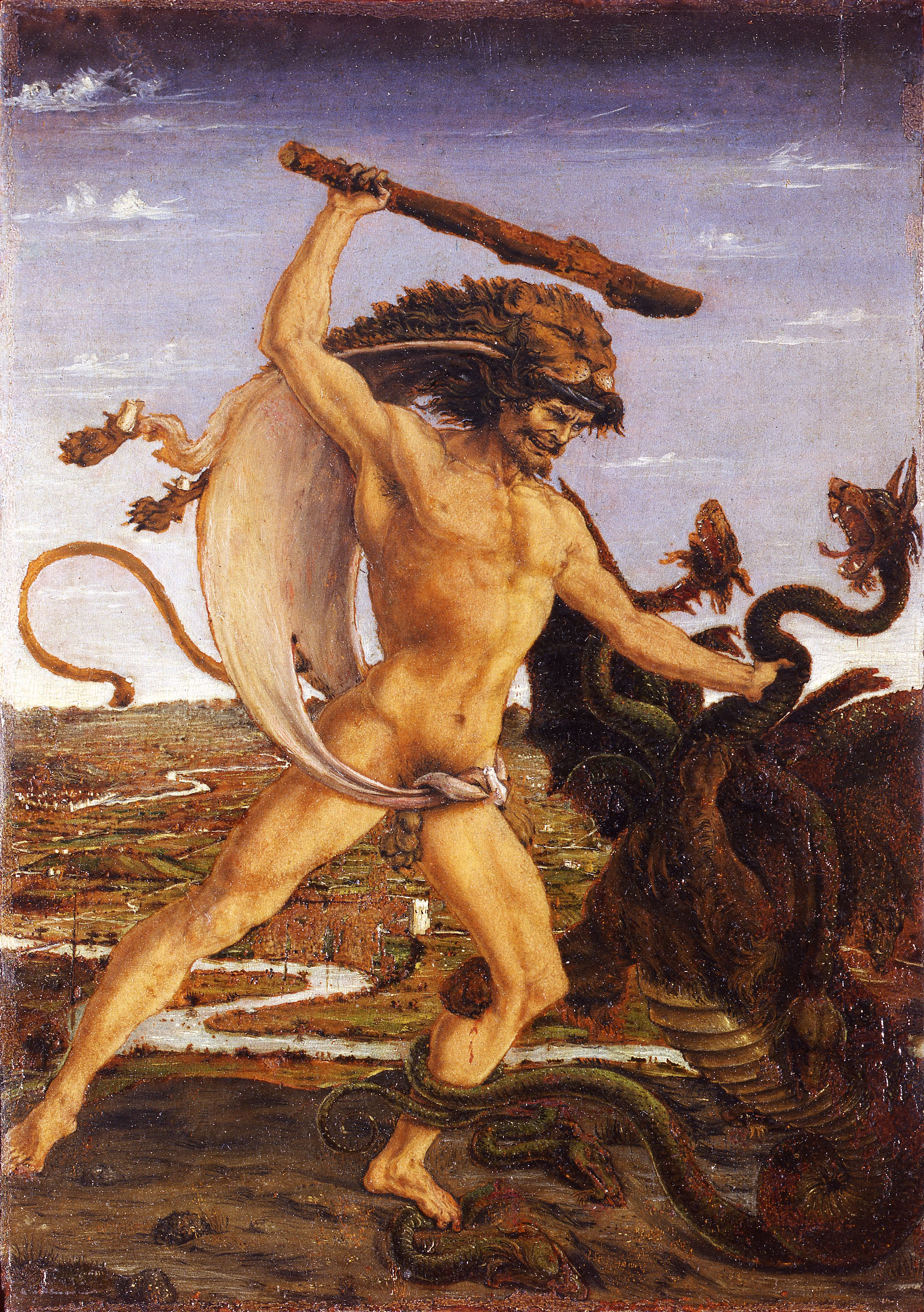
Una delle dodici fatiche di Eracle, di Antonio del Pollaiolo. Proprio il Pollaiolo è stato indicato da alcuni autori come la principale fonte d'ispirazione grafica per la celebre copertina del primo numero di Action Comics.

Le dodici imprese furono in seguito elencate da Morrison in un'intervista con il sito Newsarama.
1. Superman salva il team della missione solare.
2. Superman brevetta il Super–Elixir.
3. Superman risponde alla Domanda senza Risposta.
4. Superman incatena il Chronovore.
5. Superman salva la Terra dalla minaccia di Bizarro.
6. Superman ritorna dall'Underverse.
7. Superman crea la vita (la Terra-Q).
8. Superman libera Kandor e cura il cancro.
9. Superman sconfigge Solaris.
10. Superman conquista la morte.
11. Superman costruisce un cuore artificiale per il sole.
12. Superman lascia in eredità la formula per creare Superman 2.

## Distribuzione
La serie All Star Superman consiste in dodici numeri, pubblicati tra il gennaio 2006 e l'ottobre 2008. Il primo numero venne pubblicato nel gennaio 2006, ma le pre-ordinazioni vennero effettuate già dal novembre dell'anno precedente e il fumetto fu il secondo più ordinato del mese, in tutto il mercato americano, dietro soltanto a Crisi infinita n. 2, mentre il secondo ottenne un numero di pre-ordinazioni di 124 328 copie.
La serie, terminata con il dodicesimo numero nell'ottobre 2008, subì frequenti ritardi, causati principalmente dalla lentezza di Quietly nel consegnare le tavole. Il disegnatore, oltre, a comporre delle immagini ricche di dettagli e ambienti cittadini, quindi più laboriose, è sempre stato noto per la scarsa rapidità di lavoro. Molti critici notarono infatti come, negli ultimi numeri della serie, l'artista presentasse un tratto «Tirato via» e povero di dettagli, per fare fronte alle scadenze imposte della casa editrice. All Star Superman uscì regolarmente per i primi due numeri, da quel momento in poi, la serie venne pubblicata a singhiozzo, lasciando passare fino a sei mesi tra la distribuzione di un numero e il successivo.
La serie fu raccolta in due volumi, ognuno contenente sei episodi, distribuiti nel 2007 e nel 2009. Nel 2010 venne messa in vendita l'edizione Absolute, con copertina rigida, in grande formato e con una serie di apparati supplementari contenenti schizzi, disegni preparatori e interviste. In Italia, la Planeta DeAgostini distribuì, a partire dal luglio del 2009, la serie in un unico volume, simile alla versione Absolute americana, senza però alcun apparato extra. L'edizione italiana della versione Absolute venne pubblicata nel giugno 2013 per i tipi di RW Edizioni.

## Accoglienza

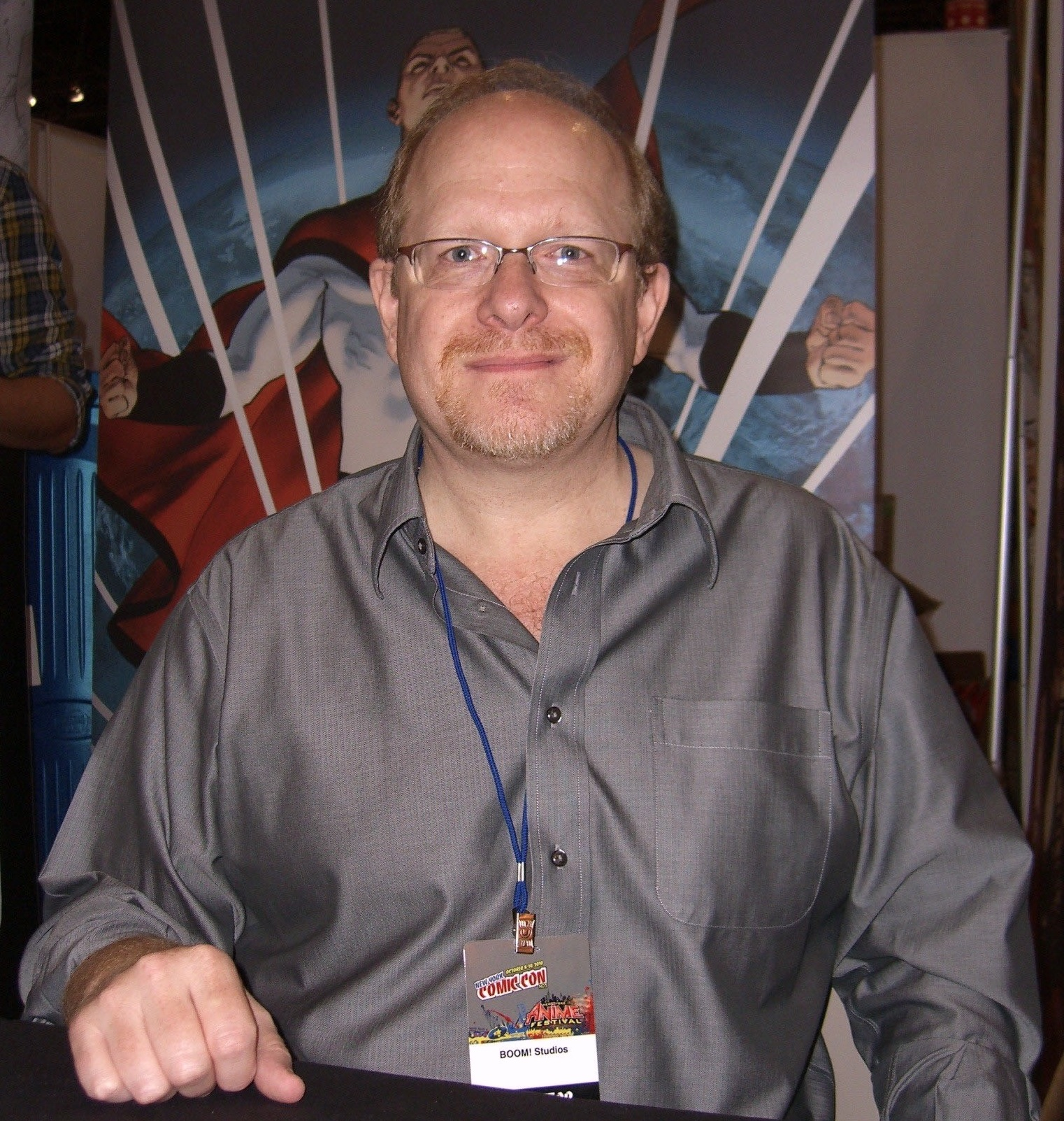
Mark Waid scrisse, a proposito della serie: «Ho realmente letto ogni storia di Superman e non ne ho mai lette di migliori».

All Star Superman ricevette il plauso unanime della critica, che applaudì la visione di Morrison del personaggio, libero da ogni limite imposto dalla continuity e dal coordinamento editoriale delle varie testate, arrivando ad ottenere tre Eisner Award, uno come miglior nuova serie nel 2006, e due per la miglior serie regolare nel 2007 e nel 2009, due Harvey Awards per miglior artista e miglior albo singolo nel 2008 e tre Eagle Award: miglior nuova serie e miglior copertina nel 2006 e miglior fumetto a colori statunitense nel 2007.
Fantascienza.com pubblicò una recensione entusiasta dell'opera di Morrison, apprezzando i richiami alla fantascienza degli anni quaranta, uniti alle più difficili aspettative di un pubblico moderno e affermando che: «Grant Morrison ci mette di fronte a cosa è Superman, cosa è stato e cosa potrebbe essere, contemporaneamente aprendoci gli occhi sul perché, nonostante siano passati più di sette decenni, non può lasciarci indifferenti. Ci troviamo di fronte ad uno splendido fumetto, a un'alchimia di storia e disegni nello stesso tempo toccante, commovente e divertente». Francesco Vanagolli, su FumettidiCarta.it, elogiò l'opera per la capacità di coniugare le diverse versioni del personaggio, con una certa predominanza per le tematiche della Silver Age, rielaborate con un gusto moderno, lamentandosi tuttavia del finale, giudicato troppo «Santino», e dei ritardi della pubblicazione, concludendo che «All Star ha tutto quello che serve per ricordarmi come mai mi piacciono i fumetti di Superman».
Nicholas Labarre scrisse che All-Star Superman era riuscito nell'intento di sfruttare a pieno l'onnipotenza del personaggio come mai nessun'altra storia di Superman, mentre PopImage.com valutò positivamente l'operato di Morrison, in grado di «Rimodellare quel tanto che basta parti e passaggi della storia del personaggio per far diventare fresche e nuove anche le idee più vecchie». Jeremy Estes, su PopMatters.com, approvò l'idea di una serie fuori continuity, in grado di permettere allo scrittore più libertà creativa. La recensione, tuttavia, accennò al fatto che l'etichetta All Star avrebbe corso il rischio di diventare una copia dell'universo Ultimate, con gli stessi problemi di continuity e difficoltà creative, auspicando che i titoli sotto questa collana sarebbero dovuti rimanere delle piccoli storie indipendenti in grado di catturare l'immaginazione di vecchi e nuovi lettori. Danny Graydon, sul settimanale di attualità The First Post, affermò che la storia di Morrison «È la più vigorosa e divertente versione dell'Uomo d'Acciaio da decenni». Allo stesso modo Chris Roberson, nel saggio The Man from Krypton: A Closer Look at Superman, scrisse che Morrison era riuscito a superare anche Jerry Siegel e Joe Shuster condensando le origini dell'eroe in quattro brevi didascalie.
Nonostante gli iniziali dubbi sulla sua scelta, i disegni di Quietly vennero unanimemente celebrati per il loro taglio pacato, in grado di coniugare atmosfere e atteggiamenti del passato con un gusto e uno stile moderno, ipertrofico e monolitico, arrivando ad essere definito «Il lavoro più elegante che abbia mai visto finora». Alcuni recensori, notando delle somiglianze grafiche tra il personaggio di Lex Luthor e Cassandra Nova, scrissero che Quietly si era dimostrato abile nel maneggiare sia le scene d'azione più intense, sia i momenti più comici e leggeri della storia.
Lev Grossman, su TIME, inserì la serie al terzo posto nella lista dei migliori dieci graphic novel del 2007, ascrivendo come motivazione il fatto che l'autore sia riuscito a infondere nuova linfa ad un personaggio dalla forza morale così imponente, per il quale è difficile scrivere. Anni dopo la sua pubblicazione, Andrea Fiamma su Fumettologica scrisse che «All Star rimane un paragone con cui confrontarsi nonché un generatore di momenti iconici, citazioni e riferimenti più o meno dichiarati».

## Citazioni e riferimenti
- La Ray Bradbury, la navicella che nel primo episodio viene soccorsa da Superman, è un omaggio all'omonimo scrittore di fantascienza.
- Il personaggio di Solaris e lo squadrone dei Superman delle diverse dimensioni sono una citazione dalla maxi-saga One Million, scritta dallo stesso Morrison sul finire degli anni novanta.[22]
- L'illuminazione di Luthor nel finale era un elemento originariamente incluso nella proposta per Superman Now.[22]
- Agatha, esaminando il DNA di Superman esclama «Sembra Bach», un riferimento alle fughe del compositore e alle dodici stringhe che compongono il codice genetico dell'eroe.[46]
- Il cane salvato da Superman nel primo numero è identico al personaggio di Bandit, protagonista di We3, serie scritta e disegnata da Morrison e Quietly.[46]
- La frase pronunciata da Lex Luthor durante il suo arresto («Prima che faccia qualcosa di terribile a Superman») è un riferimento al personaggio di Ozymandias in Watchmen.[46]
- La vignetta finale nel primo numero, in cui Lois fa cadere la busta della spesa contenente delle arance, dopo aver visto Clark diventare Superman, è un omaggio al film Superman II, in cui Lois chiede della spremuta d'arance.[46]
- Il travestimento di Jimmy nel secondo numero è una citazione dal fumetto Superman's Pal Jimmy Olsen, n. 95.[20]
- Il personaggio presente nel terzo capitolo, l'Ultrasfinge, è un riferimento al paradosso del gatto di Schrödinger, contemporaneamente vivo e morto.[47]
- L'infarto di Pa Kent è un riferimento al film Superman.[25]
- La rosa presente nel sesto capitolo è una citazione dalla storia Per l'uomo che ha tutto, di Alan Moore.[47]
- Molti elementi presenti nella serie (Doomsday, Kal Kent, Solaris, l'universo di Qwewq, Ron Troupe, l'unico uomo di colore apparso a Metropolis) costituiscono dei precisi riferimenti ai trend e alle mode fumettistiche di Superman degli anni novanta.[25]
- L'ente P.R.O.J.E.C.T. è una citazione dal Progetto DNA presente nelle storie di Jimmy Olsen degli anni settanta scritte da Jack Kirby,[25] così come Nasthalthia, la nipote di Lex Luthor, figlia della sorella Lena, che lo assiste nei suoi piani di conquista, apparsa per la prima volta nel numero 397 della serie Adventure Comics del settembre 1970.

## Altri media
La serie venne adattata in un lungometraggio animato omonimo, che si inserisce nella serie DC Universe Animated Original Movies e segue fedelmente l'arco narrativo ideato da Morrison e Quitely.
All Star Superman venne distribuito direct-to-video in DVD e Blu-ray esclusivamente sul mercato americano, a partire dal 22 febbraio 2011, ottenendo il riscontro positivo dello stesso Morrison, che dichiarò: «C'è voluta una sola visione affinché All Star Superman diventasse uno dei miei film tratti da un fumetto preferiti. L'adattamento di Bruce, Dwayne [McDuffie] e il resto del team è arguto, epico e mozzafiato, non credo di aver mai visto niente del genere. Un trionfo, come si dice!».
Scritto da Dwayne McDuffie, prodotto da Bruce Timm e diretto da Sam Liu, la pellicola vanta come doppiatori originali James Denton nel ruolo di Superman, Christina Hendricks come Lois Lane, Anthony LaPaglia in quello di Lex Luthor, Edward Asner come Perry White, Linda Cardellini come Nasthalthia "Nasty" Luthor, Frances Conroy nel ruolo di Martha Kent, Alexis Denisof come Leo Quintum, Matthew Gray Gubler nel ruolo di Jimmy Olsen, Finola Hughes in quello di Lilo, Kevin Michael Richardson come Steve Lombard e Arnold Vosloo nei panni di Bar-El.